# CA Villa San Carlos
CA Brown, ook bekend als Brown de Adrogué is een Argentijnse voetbalclub uit de Berisso. De club promoveerde in 2013 naar de Primera B Nacional, maar degradeerde na één seizoen weer.